# Châlons-en-Champagne
Châlons-en-Champagne is een stad en gemeente in Frankrijk. De stad is de prefectuur van het departement Marne en was de hoofdstad van de voormalige regio Champagne-Ardenne. De gemeente telde 43.218 inwoners op 1 januari 2022. Van de Franse Revolutie tot 1997 heette de stad, gelegen aan de Marne, Châlons-sur-Marne. Châlons-en-Champagne ligt ten zuidoosten van Reims.

## Geschiedenis
De Catalauni waren een Keltisch volk dat in de regio van Châlons-en-Champagne in Gallia Belgica werd geattesteerd. Zij hadden een belangrijk oppidum in La Cheppe (Vieil-Châlons). De Romeinen stichtten in 20 v.Chr. een nieuwe stad op de noordelijke oever van Marne op de plaats van het huidige Châlons-en-Champagne. Ze kozen deze plaats omdat die op een kruispunt van handelswegen lag. Deze stad, Catalaunum of Durocatalaunum, bleef relatief bescheiden tegenover het grotere Durocortorum (Reims). Historici situeren de Slag op de Catalaunische Velden van 451 in de buurt van Châlons. Hierbij werden de Hunnen onder leiding van Attila verslagen. Men heeft echter nog niet archeologisch kunnen aantonen dat de slag daadwerkelijk hier plaatsvond.
Châlons werd aan het begin van de vierde eeuw een bisdom. De bisschoppen van Châlons droegen in de middeleeuwen de titel van graaf. Hun gebied vormde dus een enclave in het graafschap Champagne, want zowel de graaf-bisschop van Châlons als de graaf van Champagne waren vazallen van de Franse koning. In de twaalfde eeuw ontstond in de stad een belangrijke lakennijverheid. Deze industrie kende haar hoogtepunt in de dertiende eeuw en voor haar groeiende bevolking bouwde de stad een nieuwe stadsmuur. De Honderdjarige Oorlog en verschillende pestuitbraken brachten een einde aan deze bloeitijd. Maar dankzij de textielnijverheid kende de stad ook in de vroegmoderne tijd een zekere welvaart. In 1542 werd Châlons de zetel van een generaliteit van waaruit een koninklijke intendant opereerde. Vooral in de achttiende eeuw hadden deze intendanten in Châlons een grote macht en zij zetten zich in om de stad te moderniseren en te verfraaien.

### Moderne tijd
Na de Franse Revolutie werd Champagne opgedeeld in vier departementen. Châlons-sur-Marne behield zijn rol als administratief centrum want het werd de prefectuur van het departement Marne ten koste van het grotere Reims. In de negentiende eeuw werd Châlons-sur-Marne een belangrijke garnizoenstad. Er kwamen kazernes, een artilerieschool en een militair hospitaal. De stad was van militair belang, als verdedigingsplaats van Parijs aan de oostkant. Aan de vooravond van de Eerste Wereldoorlog waren er 7.000 militairen ingekwartierd, tegenover een burgerbevolking van 22.000. De stad werd enkele keren gebombardeerd maar kwam toch relatief ongeschonden uit de oorlog. 
Al halfweg de negentiende eeuw had zich industrie gevestigd in de stad; dit ging samen met de komst van de spoorweg in 1849. Vanaf de jaren 1950 vestigde zich nieuwe industrie in en rond de stad. Er werden nieuwe wijken gebouwd voor de groeiende bevolking. Daarentegen verloor het zijn rol als garnizoenstad. De militaire eenheden vertrokken naar de periferie, naar de gemeenten Mourmelon, Suippes en Mailly. In 1998 werd de naam van de stad veranderd van Châlons-sur-Marne naar Châlons-en-Champagne, de naam die de stad ook voor de Franse Revolutie had gedragen.

## Geografie
De oppervlakte van Châlons-en-Champagne bedroeg op 1 januari 2022 26,05 vierkante kilometer; de bevolkingsdichtheid was toen 1.659 inwoners per km².
De Marne stroomt door de gemeente.
De onderstaande kaart toont de ligging van Châlons-en-Champagne met de belangrijkste infrastructuur en aangrenzende gemeenten.

## Demografie
Onderstaande figuur toont het verloop van het inwonertal (bron: INSEE-tellingen).

## Bezienswaardigheden

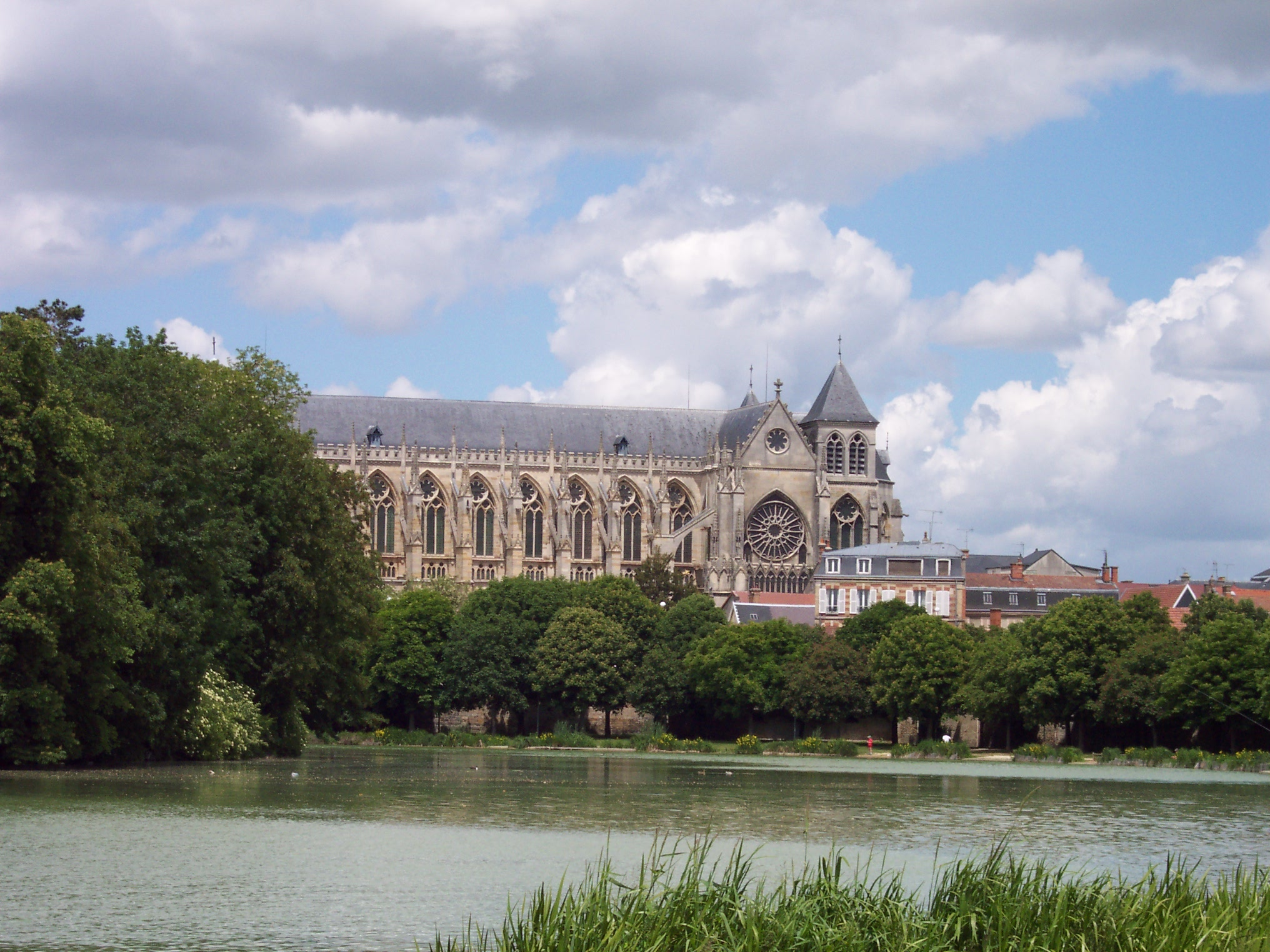
De kathedraal Saint-Étienne

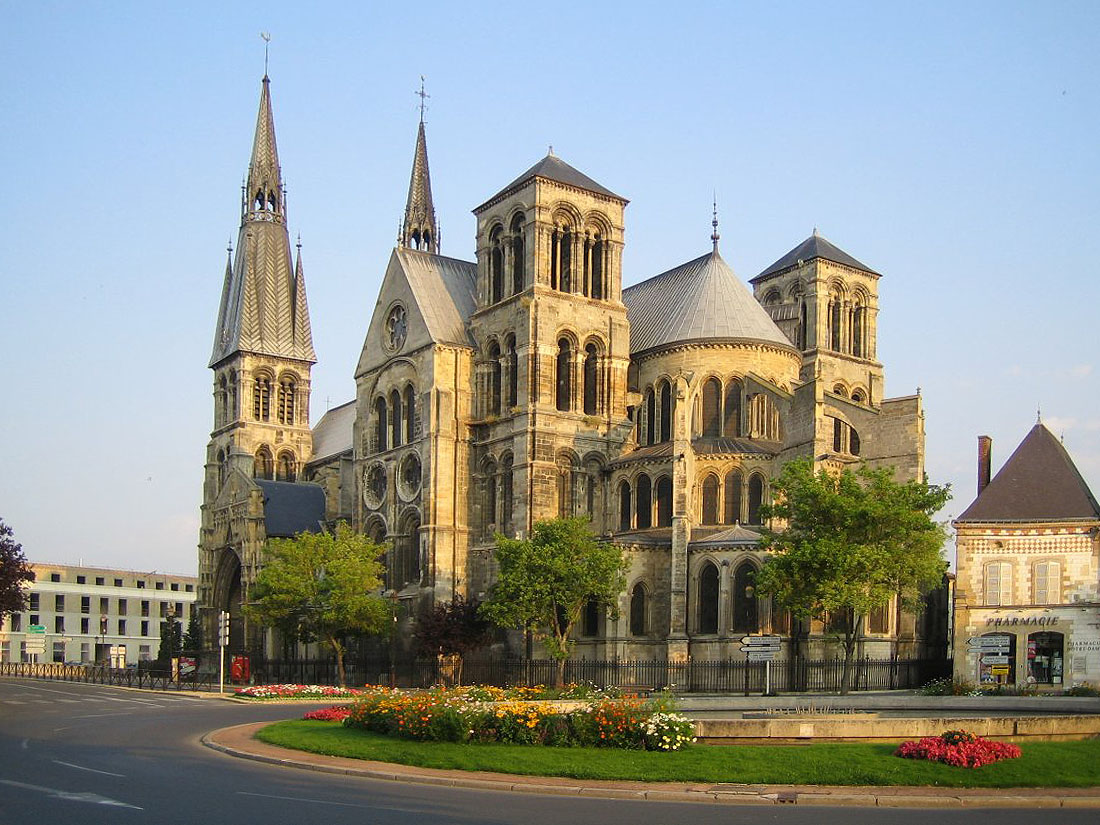
Notre-Dame-en-Vaux

De stad draagt sinds 2007 het label Ville d'art et d'histoire.
De kathedraal Saint-Étienne werd na een brand in de dertiende eeuw gebouwd in gotische stijl. Er is nog een toren in romaanse stijl uit de twaalfde eeuw bewaard. De kerk bezit glasramen uit de zestiende eeuw. De kerk Notre-Dame-en-Vaux is in romaanse en vroeggotische stijl opgetrokken. De kerk is een voormalige kapittelkerk en heeft gebrandschilderde ramen uit de zestiende eeuw. Deze kerk is als onderdeel van de Pelgrimsroutes in Frankrijk naar Santiago de Compostella opgenomen op de Werelderfgoedlijst van UNESCO. Verder zijn er nog de historische kerken Saint-Alpin (twaalfde en zestiende eeuw) en Saint-Jean (elfde en dertiende - veertiende eeuw).
De stad telt veel oude vakwerkhuizen. De bibliotheek van de stad is gehuisvest in een zeventiende-eeuws gebouw dat diende als residentie van de gouverneurs van Châlons, en heeft deels het oorspronkelijke interieur behouden.
Verdere bezienswaardigheden:
- Stedelijk museum met prehistorische vondsten;
- Musée Garinet (documenten betreffende Schiller en Goethe);
- Raadhuis uit de achttiende eeuw.

## Economie
Enkele grote bedrijven als Jaeger, Essilor, Demag, Henkel, Zehnder en Champenoise d'impression hebben vestigingen in Châlons-en-Champagne.

## Sport
Châlons-en-Champagne was twee keer etappeplaats in wielerkoers Ronde van Frankrijk. De Belg Eddy Merckx en de Deen Bjarne Riis wonnen er in respectievelijk 1974 en 1993 een rit.

## Bekende inwoners van Châlons-en-Champagne

### Geboren
- Antoine de Chézy (1718–1798), ingenieur
- Nicolas Appert (1749-1841), uitvinder
- Adolphe Jacquesson (1800-1876), uitvinder van de muselet
- Adolphe-Léon Willette (1857-1926), kunstschilder, tekenaar en illustrator
- Pierre Dac (1893-1975), schrijver, komiek en acteur
- Jacques Massu (1908-2002), generaal
- Cabu (1938-2015), cartoonist
- Mano Solo (1963-2010), zanger
- Xavier Bertrand (1965), politicus
- Aïssa Mandi (1991), Algerijns voetballer
- Marion Torrent (1992), voetbalster
- Salimo Sylla (1994), voetballer

### Overleden
- Clyde Fitch (1865-1909), Amerikaans toneelschrijver